# Ноний Патерн
Вижте пояснителната страница за други личности с името Патерн.
Ноний Патерн (на латински: Nonius Paternus) е политик и сенатор на Римската империя през 3 век.
През 279 г. той е за втори път консул. Колега му е император Проб. Годината на първия му консулат не е известна, вероятно през 267 или 269 г.